# زاوية مولاي إدريس الثاني
زاوية مولاي إدريس الثاني هي زاوية (مزار ومجمع ديني) في فاس، المغرب. وهي مخصصة لضريح إدريس الثاني (أو مولاي إدريس الثاني عند إضافة لقبه الشرفي)، والذي حكم المغرب من 807 م إلى 828 م ويعتبر المؤسس الرئيسي لمدينة فاس. وهي مِن بين المعالم التاريخية البارزة التي تقع في قلب مدينة فاس العتيقة (البالي)، وهي مدينة فاس القديمة المدرجة في قائمة اليونسكو، وتعتبر من أقدس المزارات في المغرب.

## تاريخ وأهمية مولاي إدريس الثاني

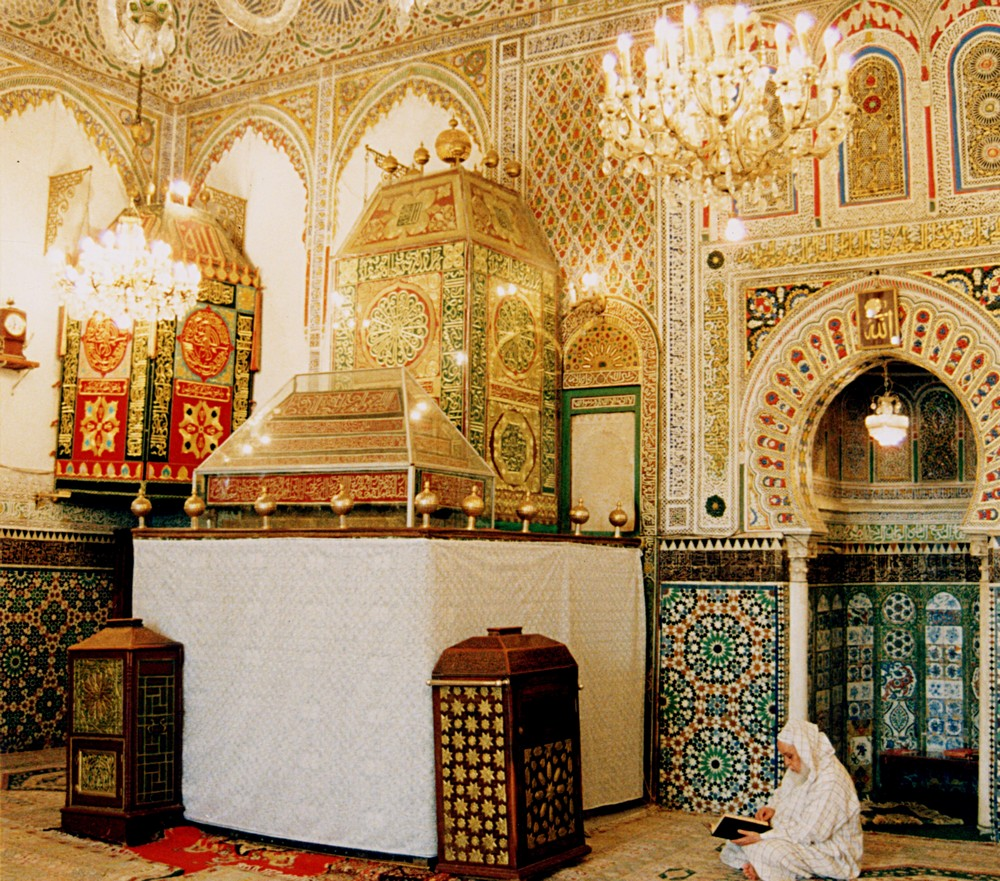
قبر إدريس الثاني ومحراب الضريح.

كان إدريس الثاني، المولود عام 791م، ابن وخليفة إدريس الأول. لقد كان إدريس سليل محمد الذي هرب من الأراضي الخاضعة لسيطرة العباسيين بعد معركة فخ لأنه دعم المتمردين المهزومين الموالين للشيعة. استخدم هيبته كسليل للنبي لتشكيل تحالف مع الأمازيغ المحليين عام 789 م وسرعان ما أصبح أهم زعيم ديني وسياسي في المنطقة. توفي بعد فترة وجيزة في عام 791 م، وذلك قبل ولادة ابنه إدريس (الثاني). بعد أن تولى إدريس الثاني رسمياً منصبه كحاكم عام 803م، وسع بشكل كبير سلطة الدولة الإدريسية الجديدة. وبمساعدة المهاجرين عرب الجدد، حصل على الاستقلال من حلفائه الأمازيغ وبسط سيطرة الدولة الإدريسية لتشمل معظم ما هو عليه المغرب اليوم وأجزاء من غرب الجزائر. ونتيجة لذلك، كان له أهمية مركزية في نشر الإسلام في للمغرب، ويمكن القول أنه أول حاكم إسلامي «مغربي» حقيقي. توفي عام 828 م.
نقل إدريس الثاني عاصمة دولته من وليلي (فولوبيليس السابقة) إلى منطقة فاس الحالية، أسس في 809 مدينة جديدة على الضفة الغربية للنهر مقابل مستوطنة أخرى على الضفة الشرقية أسسها والده عام 789. حَوّل هو وخلفاؤه مدينة فاس إلى عاصمة مهمة ومركز حضري للمغرب، وحصلت المدينة على مكانة مرموقة بإنشاء مؤسسات مثل جامع وجامعة القرويين عام 859. تم الحفاظ على سمعة مولاي إدريس الثاني وإحيائها بمرور الوقت. وأصبح ولي مدينة فاس ومزاره أحد أقدس الأماكن في المغرب.

## تاريخ الزاوية

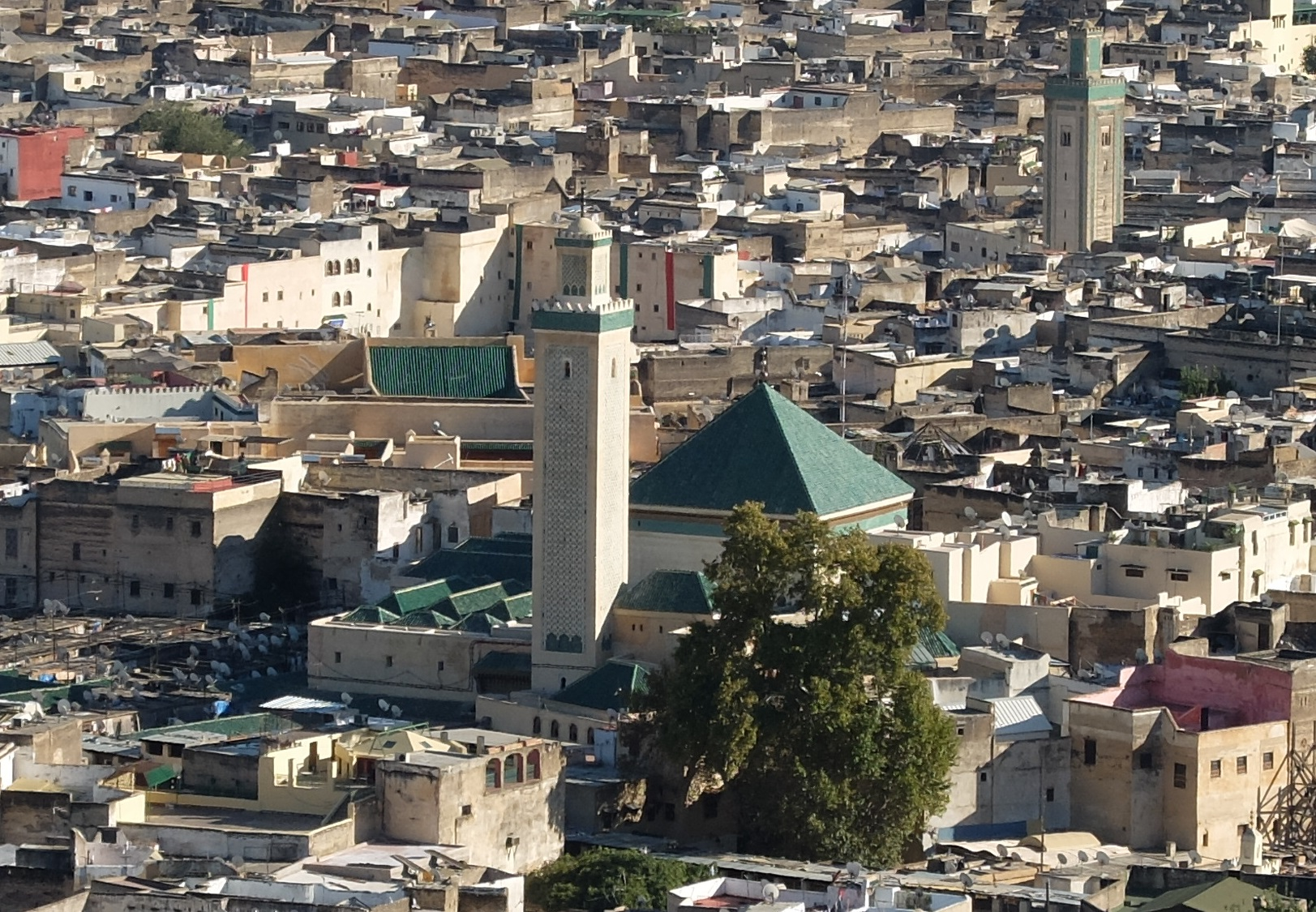
الزاوية في قلب مدينة فاس القديمة.

### التاريخ المبكر
هناك القليل من المعلومات المؤكدة حول الضريح قبل العصر المريني (القرنين الرابع عشر والخامس عشر). حيث لا يمكن تتبع تاريخ المزار والثقافة الدينية المحيطة به بشكل واضح حتى عودة ظهور الشرفاء (العائلات والأسر المعترف بها على أنها منحدرة من النبي محمد) في الحياة السياسية والدينية في المغرب التي حدثت ببطء خلال الفترة المرينية.
في حين أن هناك خلافات بين المصادر حول ما حدث لجثة إدريس الثاني بعد وفاته، يعتقد معظمهم أنه دفن في المسجد الذي بناه بجوار قصره دار القيطون (دار الخيمة) في وسط مدينة فاس. ربما في ضريح على جانبها الشرقي. وغالبا ما يشار إلى هذا المبنى باسم مسجد الشرفاء (أو مسجد الشريف)، وكان بمثابة بداية مسجد جامع المدينة (المسجد الرئيسي حيث تقام صلاة الجمعة، وخطبتها).
خلال التنافس بين الدولة الأموية في الأندلس والدولة الفاطمية في القرن العاشر، أصبحت فاس وشمال المغرب تحت سيطرة أمازيغ زناتة، الذين أطاحوا بالإدريسيين في 917-921. اضطهد موسى بن أبي العافية، الذي وضعته زناتة على رأس فاس، أحفاد إدريس، وطردهم من المدينة، واتخذ إجراءات لتشويه سمعتهم. من بينها، النفى العلني على احتواء جامع الشرفاء للقبر الحقيقي لإدريس الثاني، والترويج للقصة (التي وردت في بعض المصادر) أن إدريس الثاني قد دفن بدلاً من ذلك بجوار والده في بلدة مولاي إدريس زرهون (حوالي 50 كيلومترًا غرب فاس). وأخيرًا، في وقت ما قريب من هذه الفترة، نقلت الخطبة (خطبة الجمعة) إلى جامع القرويين، مما أدى إلى سلب مسجد الشرفاء مكانته باعتباره المسجد الرئيسي للمجتمع. حدث هذا النقل إما في سنة 919-18 أو في 933، كلا التاريخين مباشرة بعد فترة وجيزة من الهيمنة الفاطمية على المدينة، مما يشير إلى أن النقل ربما حدث بمبادرة فاطمية.
على مدى العقود التالية، أدت تغييرات أخرى في النظام والتدخلات العسكرية من قبل قوى من خارج المغرب إلى عدم الاستقرار السياسي والحرمان الكامل من الإدريسيين. في عام 1069 فتح المرابطين فاس، والذين روجوا لنسخة أكثر صرامة وأكثر تقليدية من الإسلام السني (مذهب المالكي) الذي كان معاديًا لتقديس «الأولياء»، مما أدى إلى نزوح آخر للعائلات الشريفة من مدينة. عندما فقد الإدريسيون السلطة وأصبحت فاس تحت سيطرة الحكام الآخرين الذين كانوا معاديين لتأثيرهم، أُهمل المسجد والضريح وتم التخلي عنه في نهاية المطاف، وكذلك تقديس مولاي إدريس الثاني. وبحلول ذلك الوقت، أصبحت جامعة القرويين ذات مكانة مرموقة، والتي أصبحت أهم مؤسسة في فاس. كما دمرت معظم مقابر الأولياء في المدينة خلال هذه الفترة.

### الفترة المرينية
بدأ إحياء وإعادة الأهمية الدينية والسياسية للشرفاء (العرب الذين ادعوا النسب من النبي محمد) في عهد الأسرة المرينية. كان المرينيون من الأمازيغ وليس عربًا مثل السلالات المرابطين والموحدين من قبلهم. على عكس هذه السلالات السابقة، لم تكن شرعيتها السياسية قائمة على برنامج الإصلاح الديني أو على دور قوي في الدفاع عن الحدود الإسلامية في الأندلس في ذلك الوقت. ونتيجة لذلك، سعوا إلى أسس جديدة للشرعية. من بين الوسائل المستعملة لذلك القيام ببناء العديد من المدارس الجديدة التي تُروّج للمذهب المالكي السني وعلمائه، وفي نفس الوقت تعزز بحذر مختلف السلالات والفصائل الشرفية داخل المغرب للحصول على الدعم.
كانت القدسية الإدريسية بالنسبة للمرينيين المتمركزون في فاس وارتباطها بفاس نفسها لا تزال تعتبر تهديدًا محتملاً وكانت علاقتهم بها فاترة ومتناقضة في البداية، وخصة عندما أعيد اكتشاف جثة إدريس الأول في وليلي في عام 1318، مما أثار الحماسة بين السكان المحليين، تحرك المسؤولون المرينيون بسرعة لمنع القصة من الانتشار. ومع ذلك، قام الحكام المرينيون في وقت لاحق بتغيير مواقفهم وأعادوا تدريجياً قصة الإدريسيين ببعض التغييرات حتى يسلطوا الضوء على دور المرينيين كخلفائهم الرمزيين. قدم المرينيون أنفسهم على أنهم حكام كانوا يحيون ويحافظون على دولة إسلامية السنية في المغرب. وبناءً على ذلك، أعاد الكتاب والمسؤولون تحت حكمهم (وفي عهد الوطاسيين اللاحقين) التأكيد على العلاقة بين فاس ومؤسسيها الإدريسيين، حيث قدموا حكم الإدريسيين السابقين على أنه سني خالص (على الرغم من فرار إدريس الأول إلى المغرب بسبب تعاطفه مع الشيعة.)، وتصوير المرينيين على أنهم مؤيدون تواقون لتقديس مولاي إدريس الأول ومولاي إدريس الثاني.
بعد الانهيار التام لسقف وجدران الزاوية في عام 1308 نتيجة الإهمال لفترة طويلة، سمح المسؤولون المرينيون لأحفاد إدريس بإعادة بناء المسجد، حيث أنهم أعادوا بناءه تمامًا كما كان. أثناء الاستعدادات لترميم المبنى مرة أخرى في عام 1437، اكتشفت جثة مدفونة في الموقع واعترف بها علماء القانون في ذلك الوقت على أنها جثة إدريس الثاني. تشير سجلات الأحداث إلى أن المسؤولين المرينيين تورطوا في قرار وضع الجثة في نفس الموقع في وقت لاحق أثناء ترميم الزاوية. وُضع لوح من الرخام يروي الحدث على الحائط فوق القبر ولا يزال مرئيًا حتى اليوم. يشك علماء العصر الحديث في تفاصيل هذه القصة، لكن الحدث مع ذلك يمثل رِفعة في هيبة الزاوية. عادت الطقوس المرتبطة بمولاي إدريس الثاني ببطء، وبحلول القرن السادس عشر، أصبحت قوية وحتى أن الحكام الوطاسيين (خلفاء المرينيين) كانوا يشجعونها بالاحتفالات المنتظمة التي كانت تقام بالقرب من القبر.

### الفترة السعدية
على المستوى الوطني، كانت الهيبة المتجددة للشرفاء ناجحة بشكل عام لدرجة أن سلالتين شرفيتين، وهما السعديون والعلويين (السلالة الحاكمة الحالية)، حكموا المغرب. تعزو هذه السلالات الشرعية السياسية بانتسابهم للإدريسيين، الحكام الشرفيون الأصليون للمغرب الإسلامي المبكر. ربما لهذا السبب، قدمت العديد من المساهمات للزاوية طوال هذا الوقت، وبلغت ذروتها في إعادة إعمار كبيرة في أوائل القرن الثامن عشر والتي أعطت الحرم شكله الحالي العام.
في عام 1557، بنى السلطان السعدي محمد الشيخ سقفًا جديدًا فوق الضريح لجعله أكثر بروزًا. في عام 1603، العام الأخير من عهد السلطان أحمد المنصور، أضاف نجله الأميرزيدان أبو معالي المزيد من الزخرفة داخل الضريح. بعد فترة وجيزة، في عام 1610 أو 1611، بمبادرة وحساب أحد الأفراد الأسخياء اسمه هارون الأندلسي، اشترى منزلًا خاصًا بجوار الضريح وحوّل ممتلكاته إلى فناء أو صحن للمسجد، في حين ساهم مسؤول السعدي آخر (قاضي الرساني الأندلسي) بتقديم نافورة لمركز الفناء. في عام 1644، ساهم فرد آخر (الحاج علي بن قاسم القوميني) بأموال لتزيين الفناء كما قدم هدايا أخرى لاستخدامها في الضريح.

### الفترة العلوية
في عهد الأسرة العلوية، قدم السلطان العلوي الأول مولاي رشيد تبرعات سخية للزاوية عام 1669. وكذلك فعل اثنان من المسؤولين العلويين الآخرين، في 1679 و 1714، رُكبت نوافير جديدة وحولت وجهة مصادر جديدة للمياه إلى المسجد (في حالة واحدة، حولت من القرويين). الأهم من ذلك كله، مولاي إسماعيل، السلطان العلوي القوي الذي حكم لفترة طويلة، أعاد بناء الزاوية بالكامل بين 1717 و 1720، بما في ذلك المئذنة الحالية وغرفة الضريح بسقفها الهرمي الكبير. أعطى هذا المجمع أبعاده الحالية (أو تقريبًا) والديكور العام الذي يمتلكه اليوم. في عام 1824، قام سلطان علوي آخر، هو عبد الرحمن (أو عبد الرحمن)، بتوسيع امتداد مسجد جديد في موقع مجاور للضريح، مما يمثل آخر تعديل مهم في الهيكل.

## البيئة الحضرية المحيطة

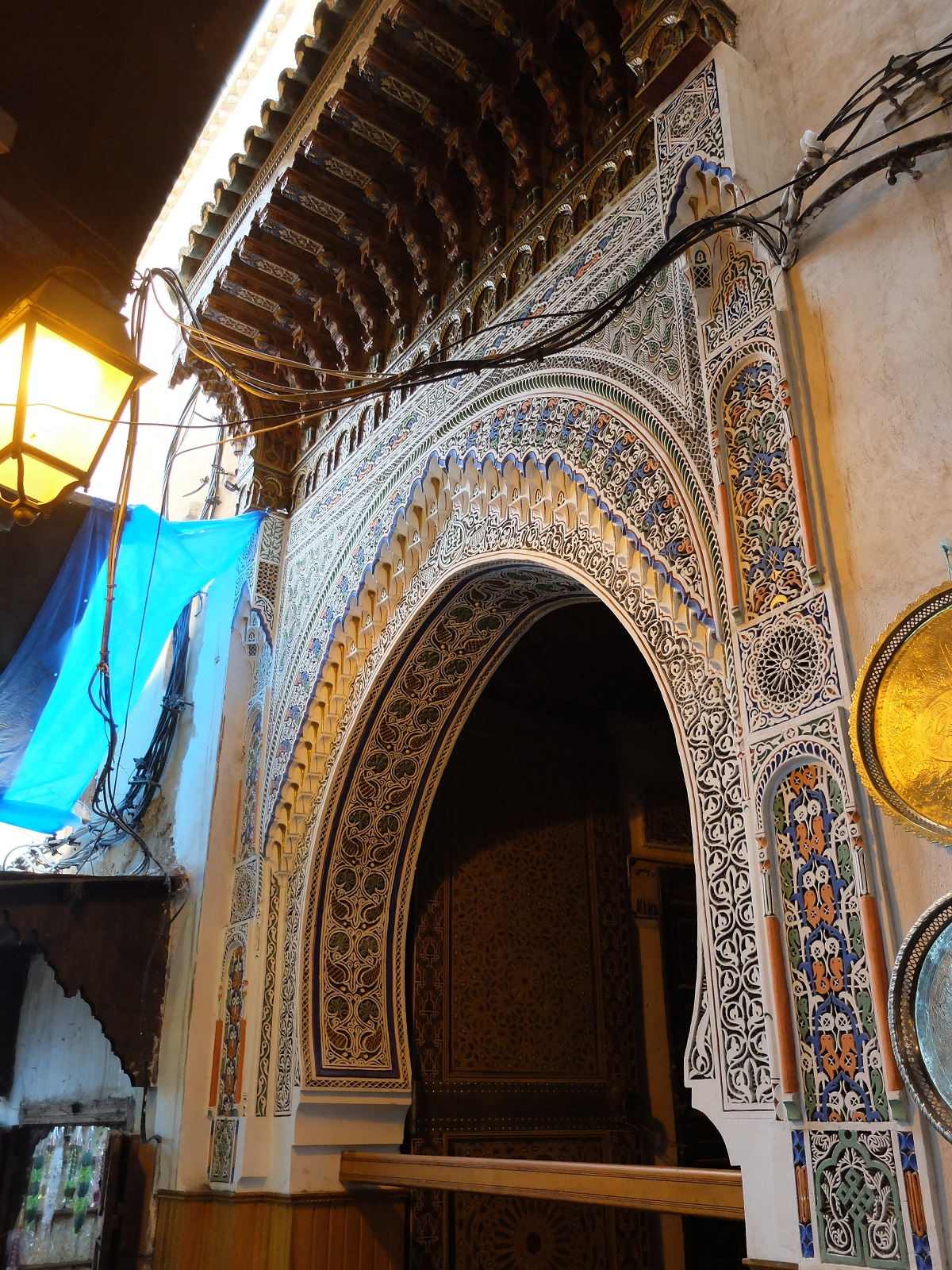
يشير قضيب خشبي عبر مدخل الشارع، بالقرب من الزاوية، إلى حدود الحرم. لم يُسمح للحيوانات (مثل البغال) تاريخيًا تجاوز هذه النقطة.

أبرز الملامح الخارجية للزاوية هي مئذنتها، الأطول في مدينة فاس القديمة ، والسقف الهرمي الكبير المغطى بالبلاط الأخضر فوق غرفة الضريح. ولذلك، فهي واحدة من أكثر المباني وضوحًا ويمكن التعرف عليها بسهولة في أفق المدينة القديمة. ومع ذلك، فإن الزاوية غالباً ما تحجبها الممرات الضيقة والمباني المكتظة بالسكان في المدينة القديمة.
على الجانب الشرقي من الزاوية توجد مجموعة شبيهة بالشبكة من الشوارع المغطاة التي تشكل بازارًا يُعرف باسم القِيسارية (تُعرف أيضًا بالقَيصرية)، والتي تعتبر تاريخياً السوق المركزي والأكثر شهرة في المدينة، وتقع بين أهم مسجدين في المدينة (جامع القرويين ومسجد إدريس الثاني / الزاوية).
وتتميز بعض الشوارع المحيطة بالزاوية المؤدية إلى نقاط معينة بقضيب خشبي أفقي حيث يتوجب على المشاة الإنحناء للعبور من أسفله. يشير هذا إلى مدى حرمة الزاوية أو الحرم، وهو أيضًا مساحة محمية ومقدسة. حتى بداية الاحتلال الاستعماري الفرنسي في عام 1911، مُنع غير المسلمين والحيوانات الأليفة (مثل البغال، الشائعة الاستخدام في المدينة القديمة) بالمرور إلى ما بعد هذه النقطة، وتم السماح لأي مسلم في هذه المساحة بطلب اللجوء من الاعتقال أو المقاضاة. اليوم، لا يُسمح لغير المسلمين بدخول المبنى نفسه ولكن يمكنهم الآن الصعود إلى أبوابه وحول محيطه.

## العمارة
تقع أكبر بوابة أثرية في الزاوية على الجانب الشمالي، عند سفح المئذنة وفي نهاية الممر المؤدي مباشرة قبالة شارع السوق الرئيسي في الطالعة الكبيرة. يؤدي هذا المدخل إلى الصحن أو الفناء الرئيسي، والذي يضم نافورة مركزية من الرخام الأبيض يرجع تاريخها إلى عهد مولاي إسماعيل (القرن الثامن عشر) بالإضافة إلى نوافير الجدار المستخدمة في الوضوء.
في الطرف الجنوبي من الفناء تقف غرفة الضريح الكبيرة، حيث يوجد قبر مولاي إدريس الثاني. زينت الجدران والمحراب في الغرفة بشكل غني بالجص المنحوت والمطلي، وبلاط الفسيفساء (زليج)، وأعمدة من الرخام الأبيض والأسود. سقف الغرفة عبارة عن قبة خشبية كبيرة، تتكون على الأرجح من مئات أو آلاف القطع الخشبية الصغيرة المجهزة معًا لإنشاء نمط يشبه النجم، كما هو الحال في العمارة المورية - المغربية. القبر نفسه مغطى ببلداكين خشبي مرصع بالذهب والنحاس ومزين بشكل متقن بالخط العربي الذهبي. يمكن الوصول إلى الضريح مباشرة من خلال مجموعة من أبواب خشب الأرز على الجانب الغربي من المبنى، عبر دهليز مزخرف بنفس القدر. (هذه الأبواب هي أقرب نقطة يمكن لغير المسلمين الوصول إليها من داخل الضريح.) الجانب الشرقي من المجمع، المجاور للفناء والضريح، عبارة عن مساحة سقفية للصلاة، بما في ذلك مساحة المسجد التي بناها السلطان عبد الرحمن عام 1824.
هناك عدد من الأعمدة الرخامية المزخرفة والعواصم والألواح في جميع أنحاء المجمع، بالإضافة إلى قوس رخامي مزخرف لنافذة غرفة الموقط (حراسة الوقت) المطلة على الفناء، ويبدو أن جميعها ذات أصول سعدية، وربما جردها مولاي إسماعيل من قصور السعديين مثل قصر البديع الشهير في مراكش وأعيد استخدامها في المباني المرموقة الجديدة في أماكن أخرى.
هناك العديد من المداخل الصغيرة وعناصر أخرى على طول المبنى الخارجي، وعادة ما تتميز بزخارف معقدة. ومن الجدير بالذكر أن الجدار الجنوبي الخارجي للمبنى يتميز بنافذة شبكية تتصل مباشرة بالقبر، حيث يمكن للمسلمين العابرين أن يؤموا صلوات قصيرة ليباركوا مولاي إدريس الثاني. بجانب هذا، هناك أيضا فتح فتحة صغيرة حيث المارة يمكنهم التصدق ببالمال و الزكاة للزاوية.

### معرض الصور

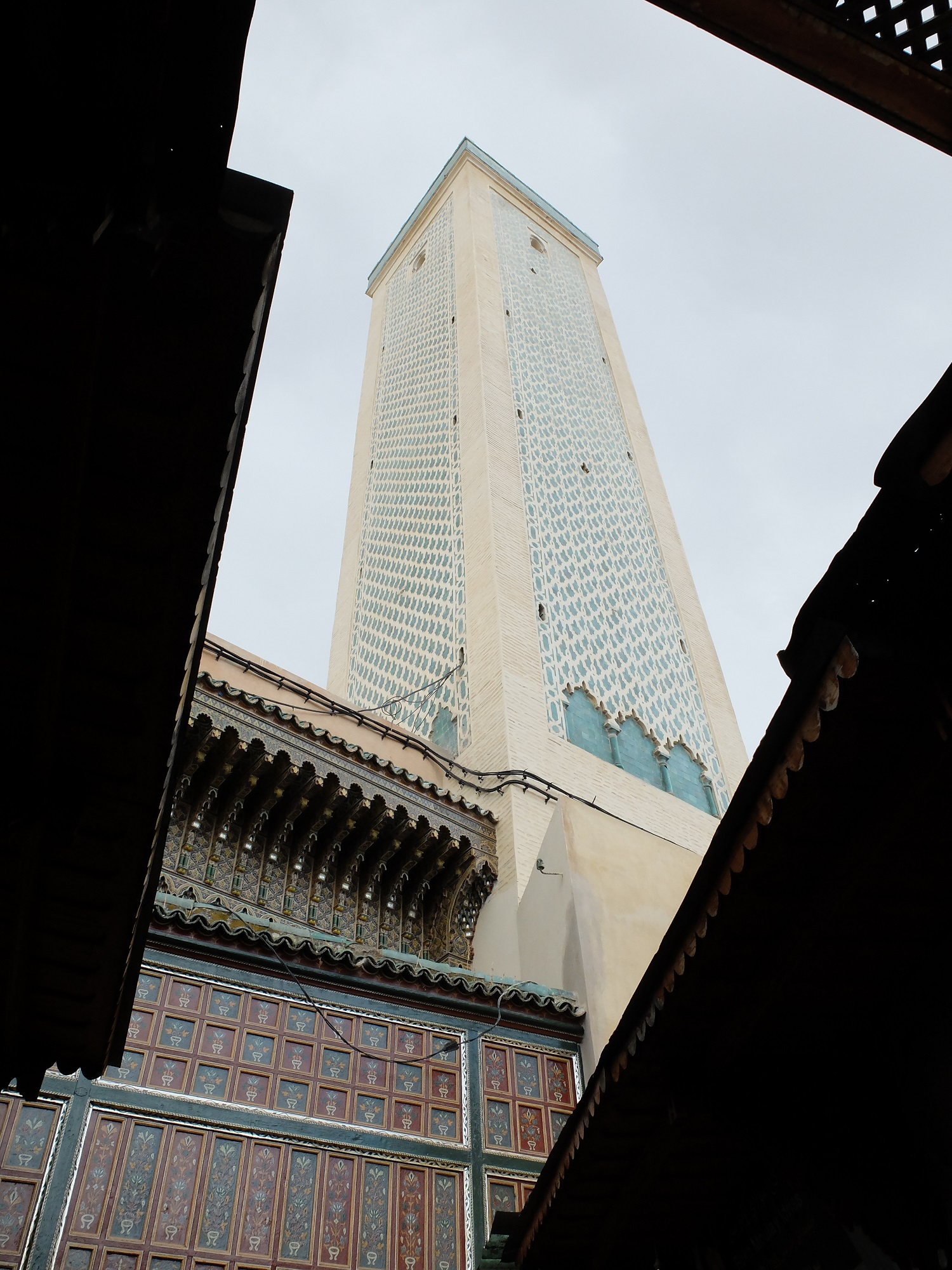
المئذنة والمدخل الشمالي.
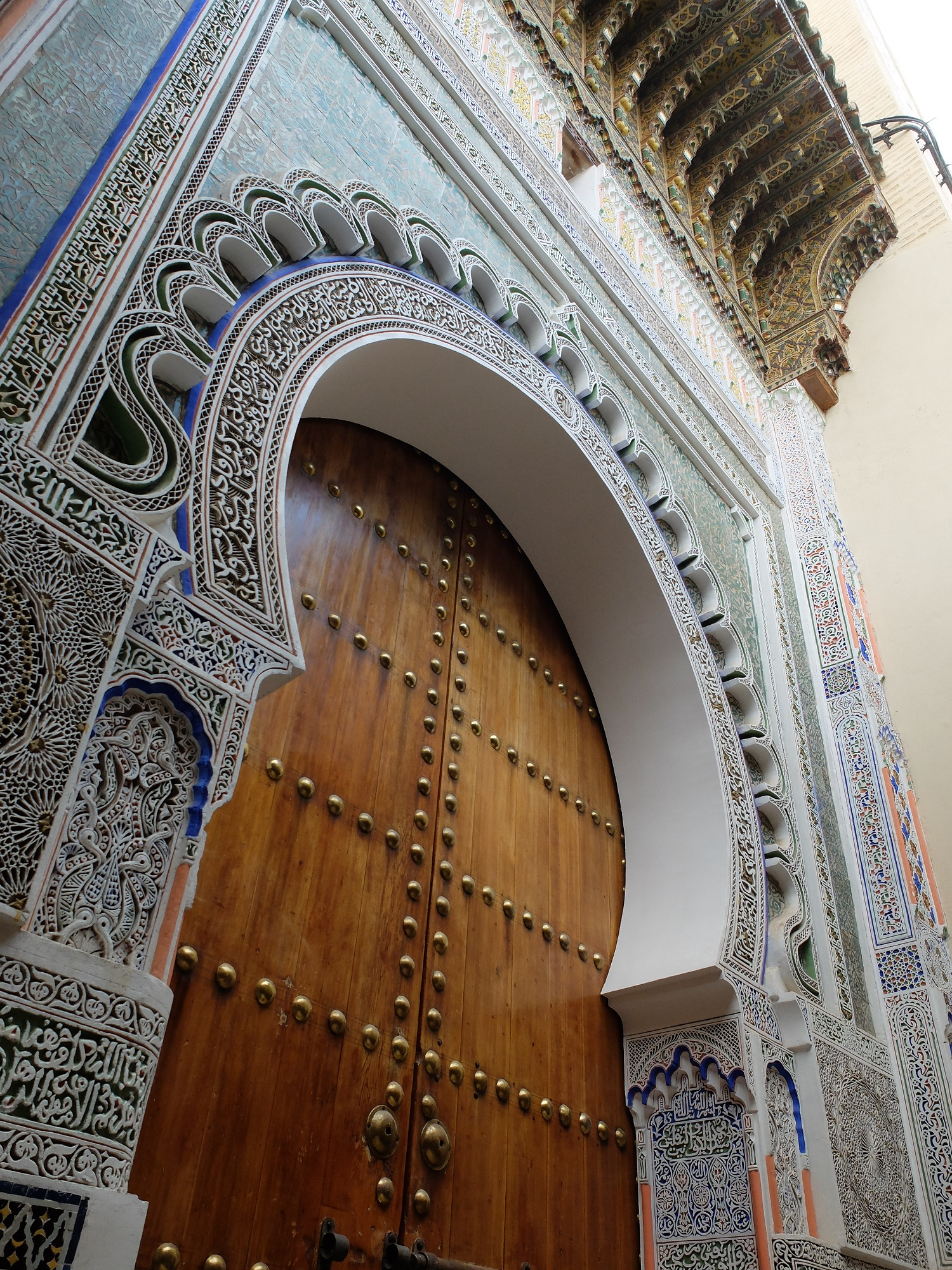
البوابة الشمالية.
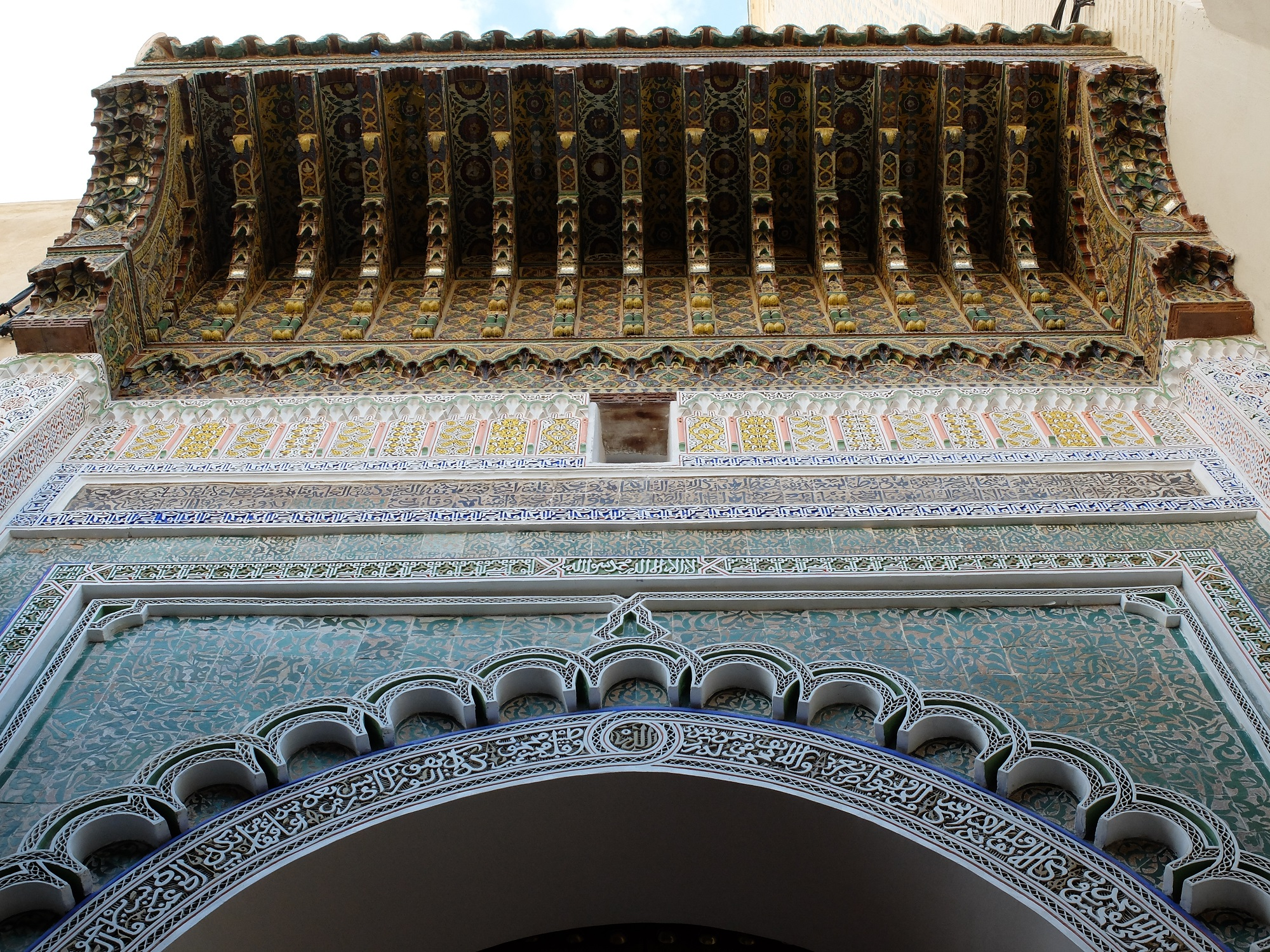
البوابة الشمالية.
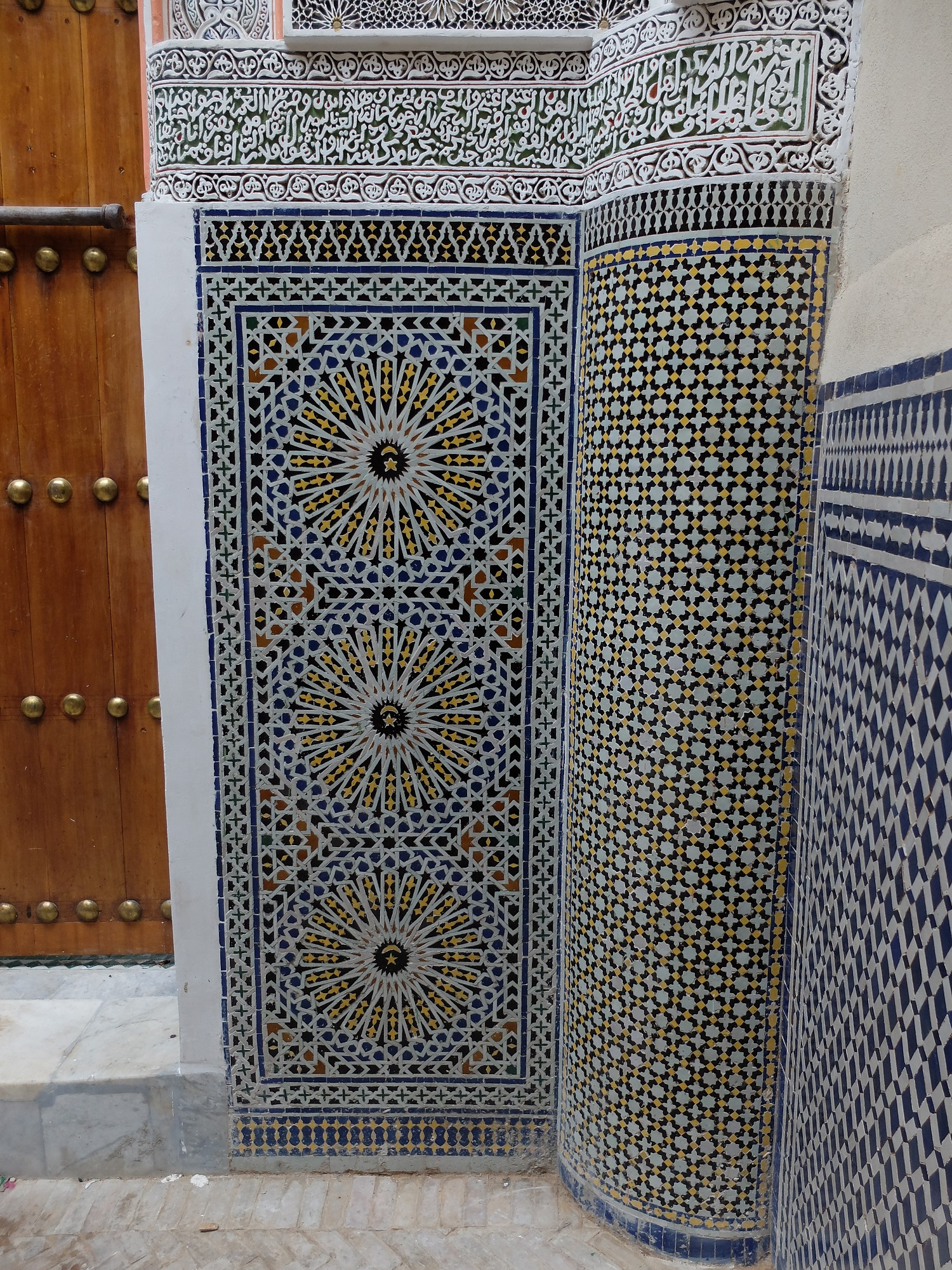
زخرفة الزليج، البوابة الشمالية.
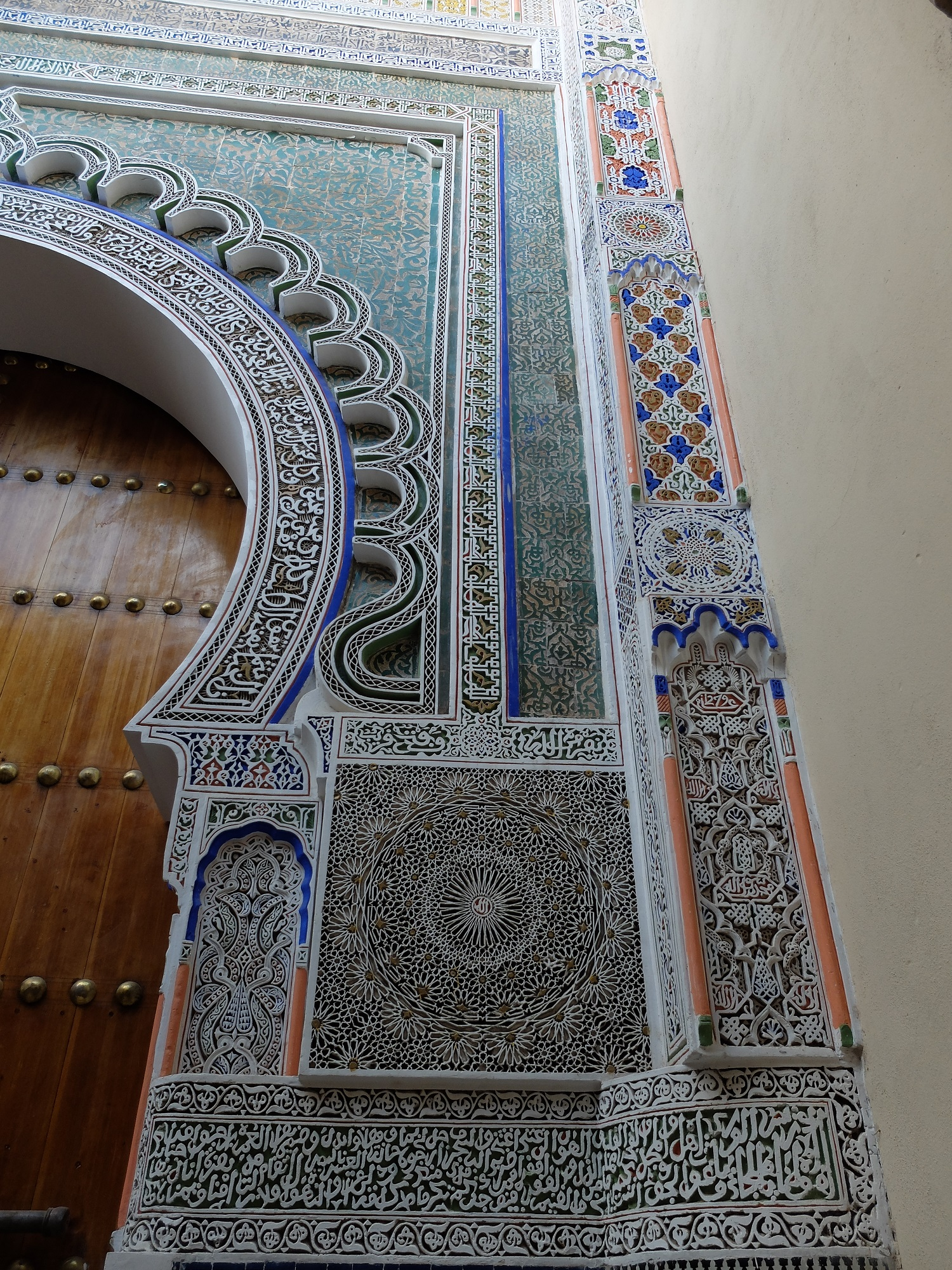
زخرفة جصية، البوابة الشمالية.
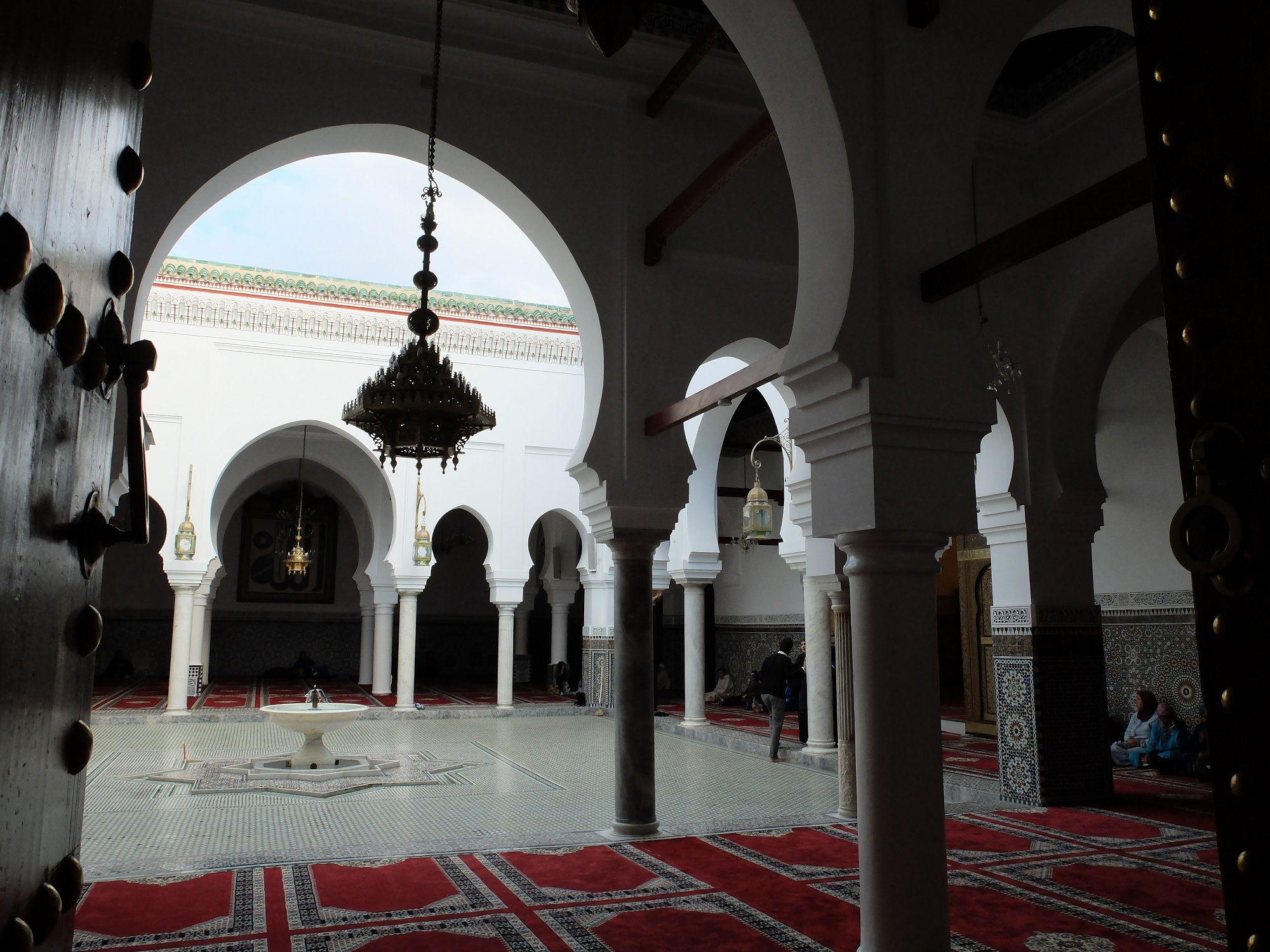
الفناء من جهة الأبواب الشمالية.
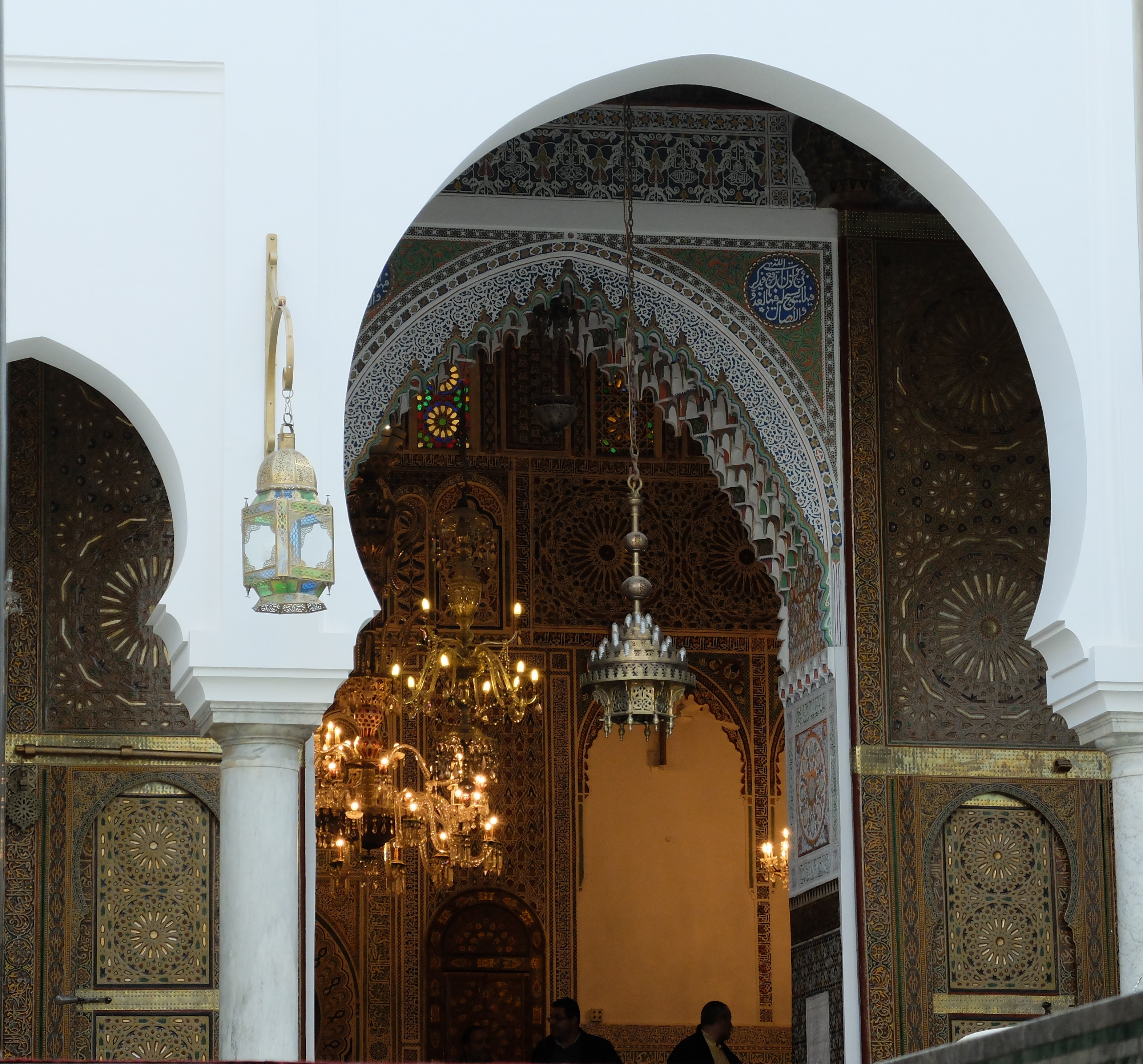
مدخل الضريح من الفناء.
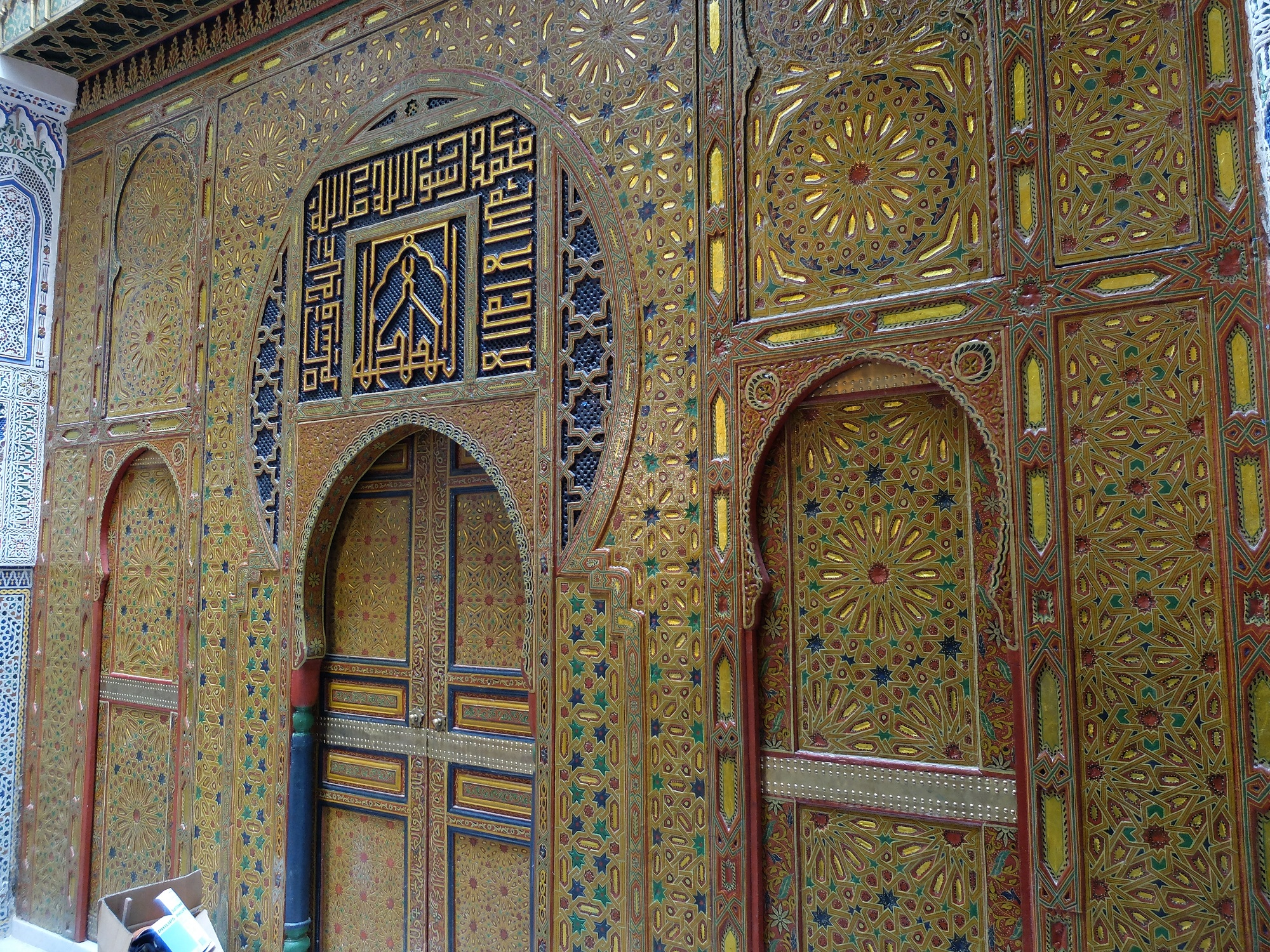
الأبواب الغربية للضريح.
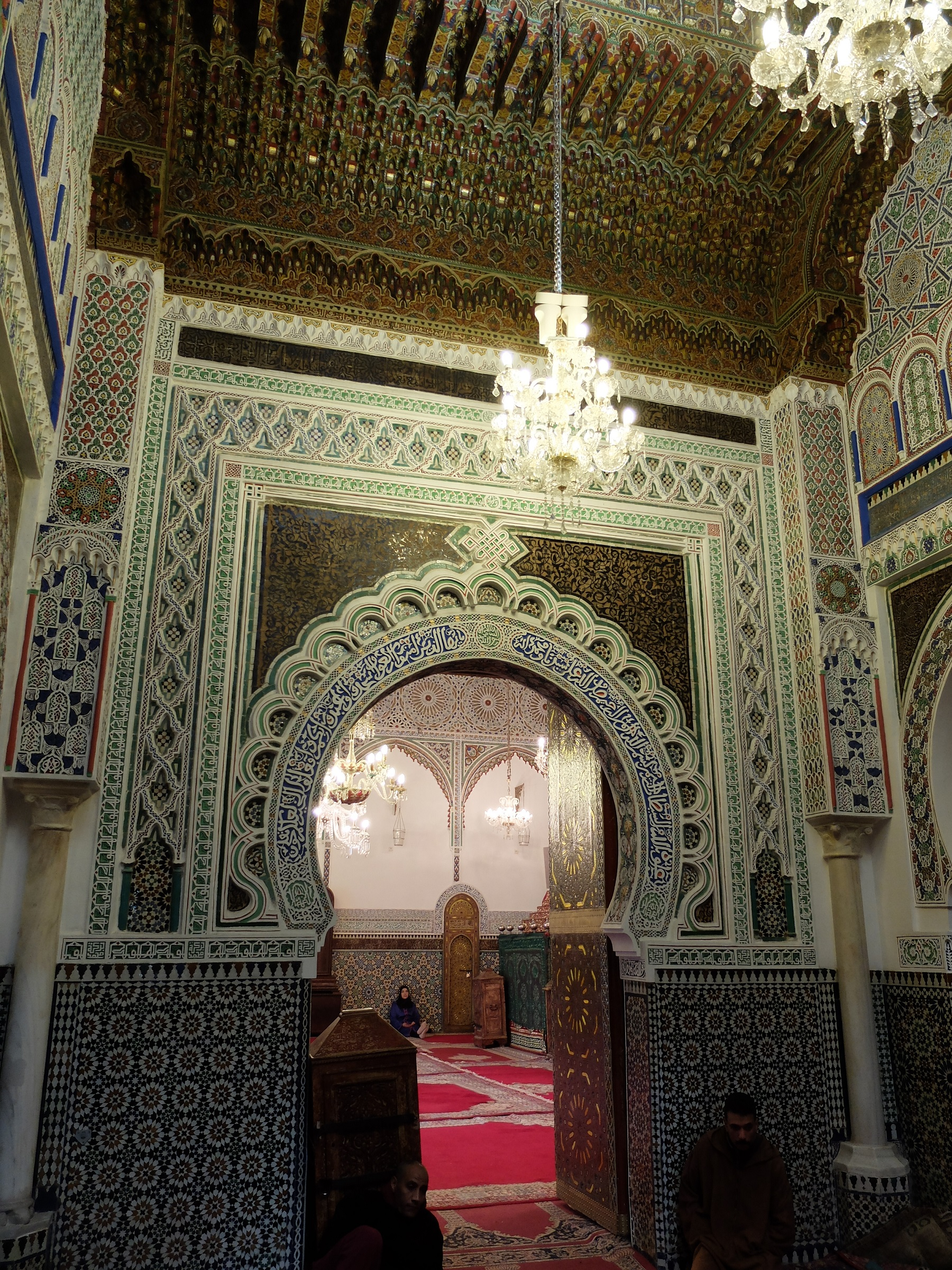
الدهليز الغربي للضريح.
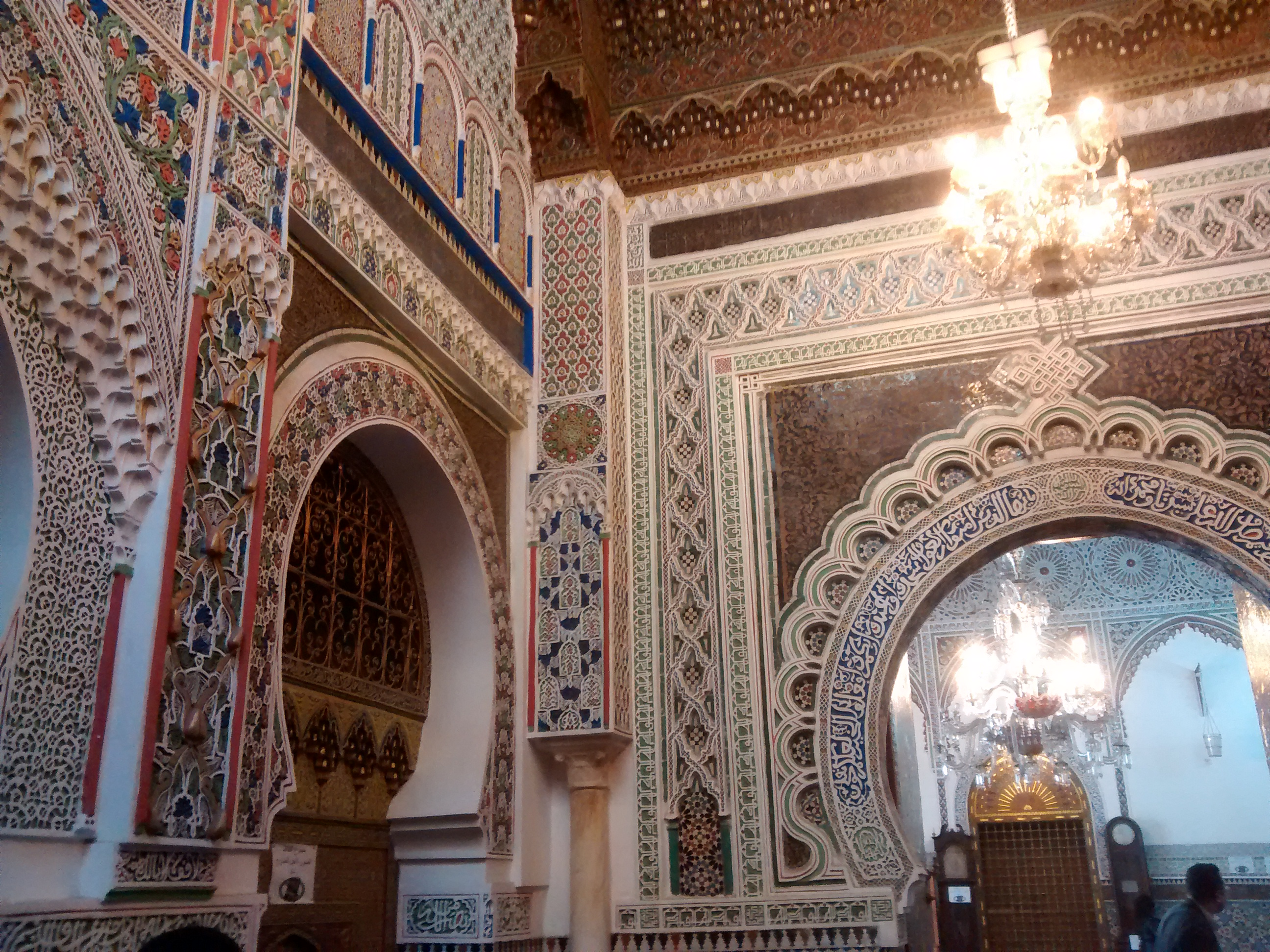
الدهليز الغربي للضريح.
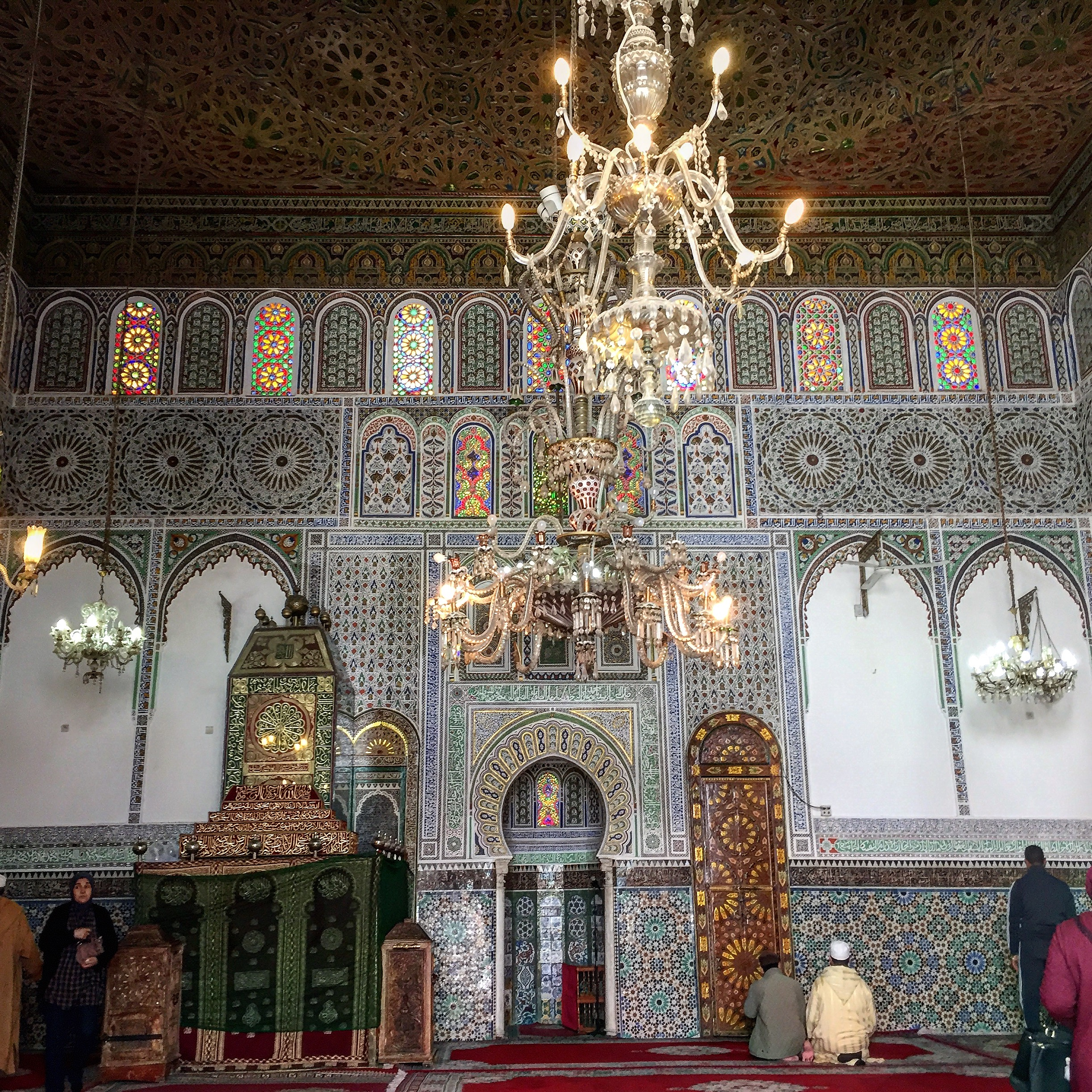
غرفة الضريح.
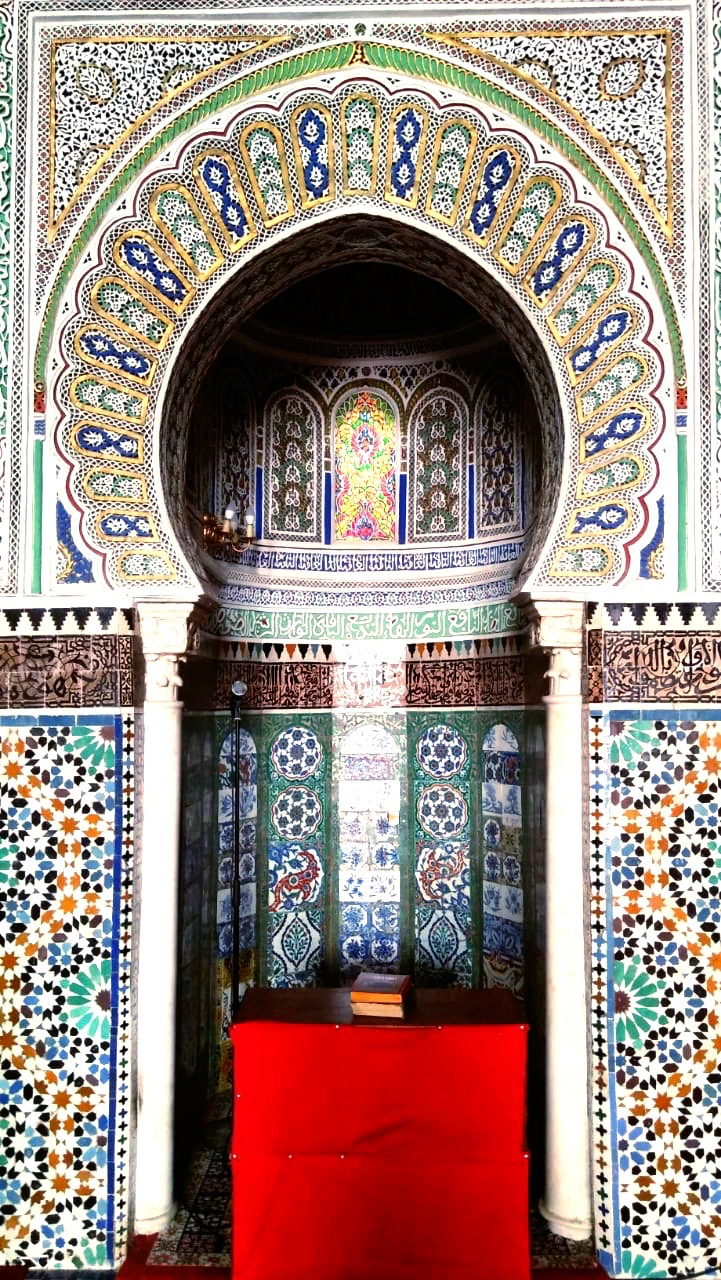
محراب بغرفة الضريح.
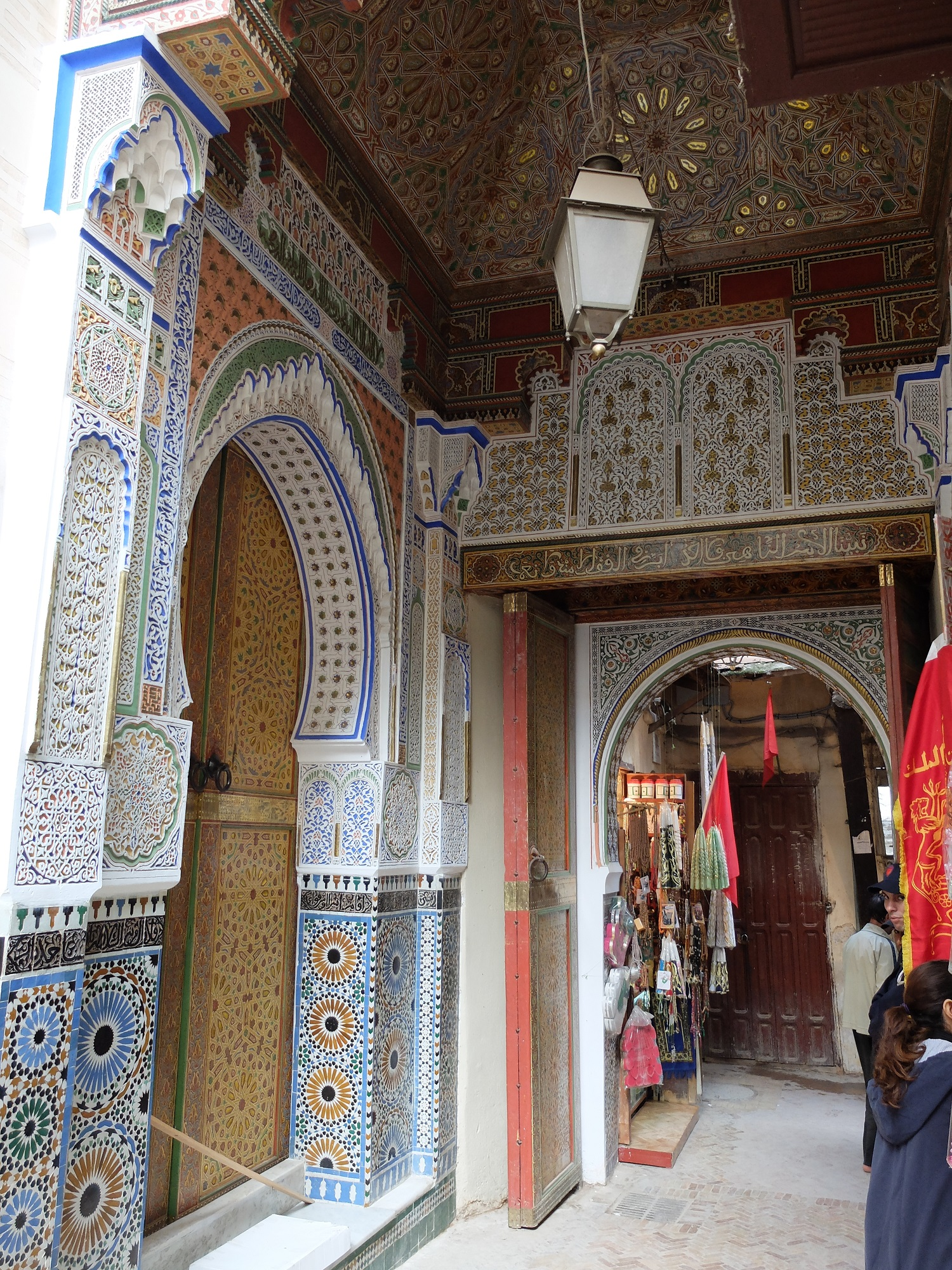
باب صغير للزاوية، في الزاوية الجنوبية الشرقية، محاط بالخشب المطلي والجص المنحوت وبلاط الفسيفساء.
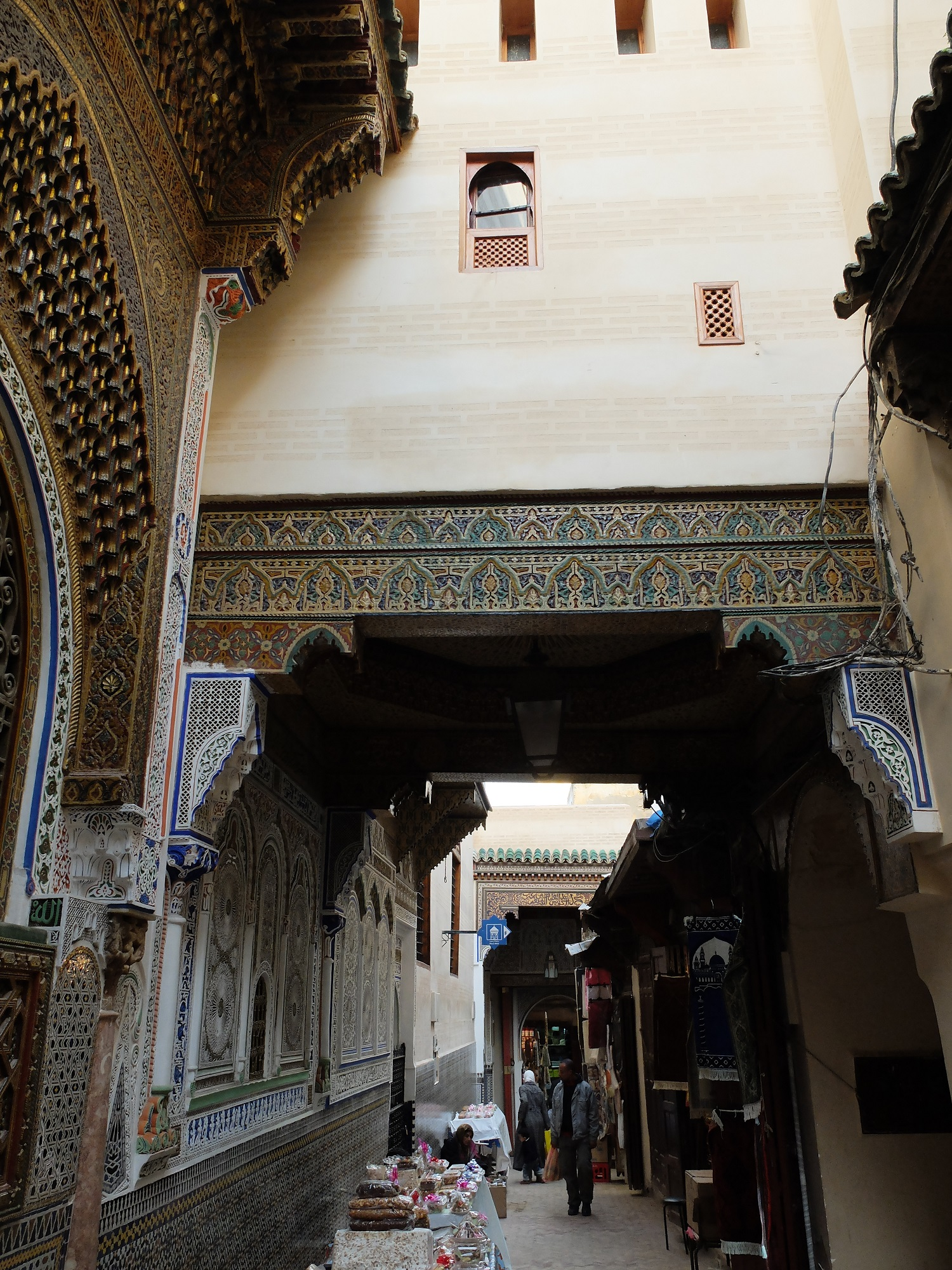
زقاق الرواح في الخارج وعلى طول الجدار الجنوبي للضريح.
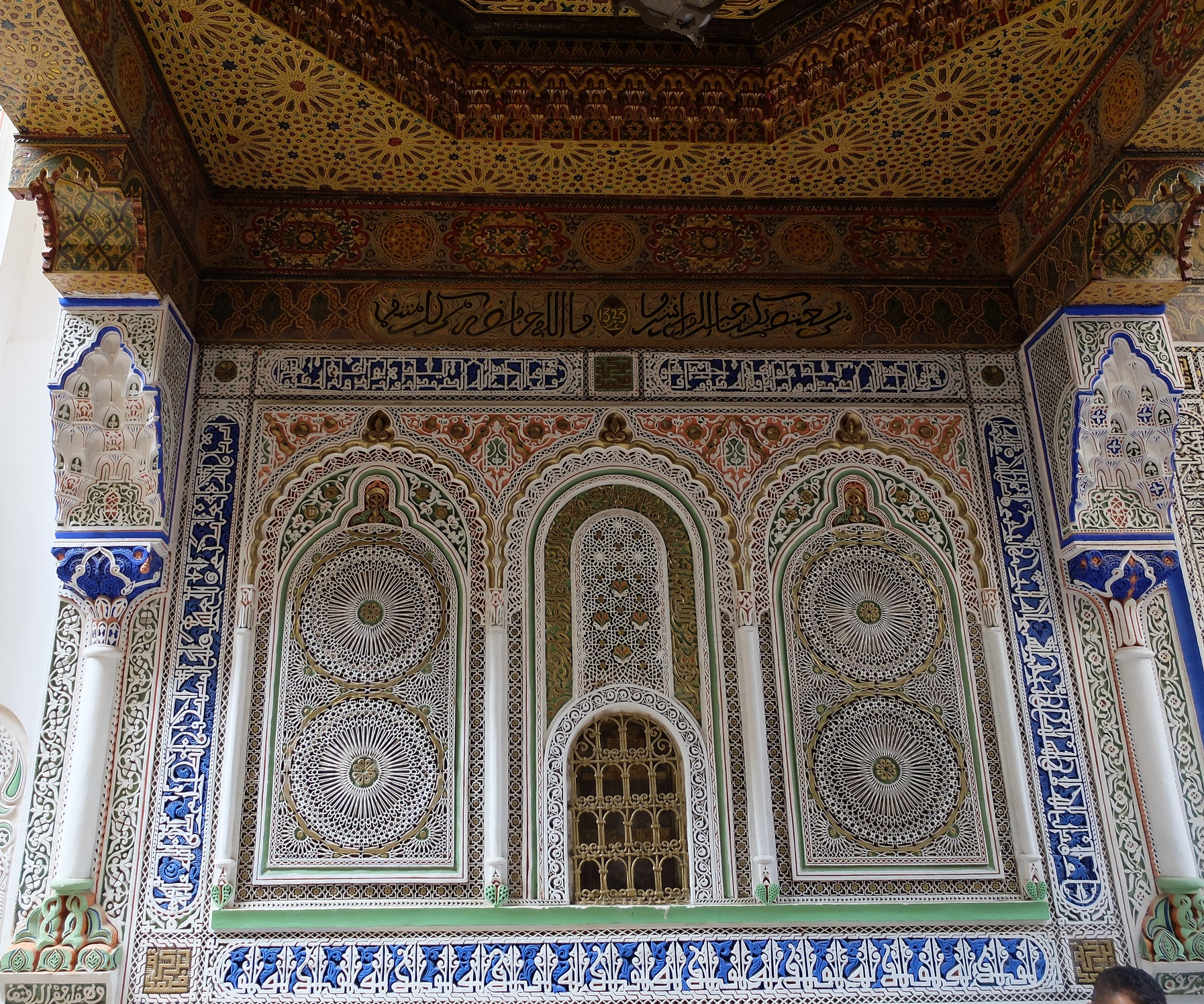
على الجدار الخارجي للضريح، نافذة مشوية على القبر، حيث يمكن الصلاة على مولاي إدريس الثاني.
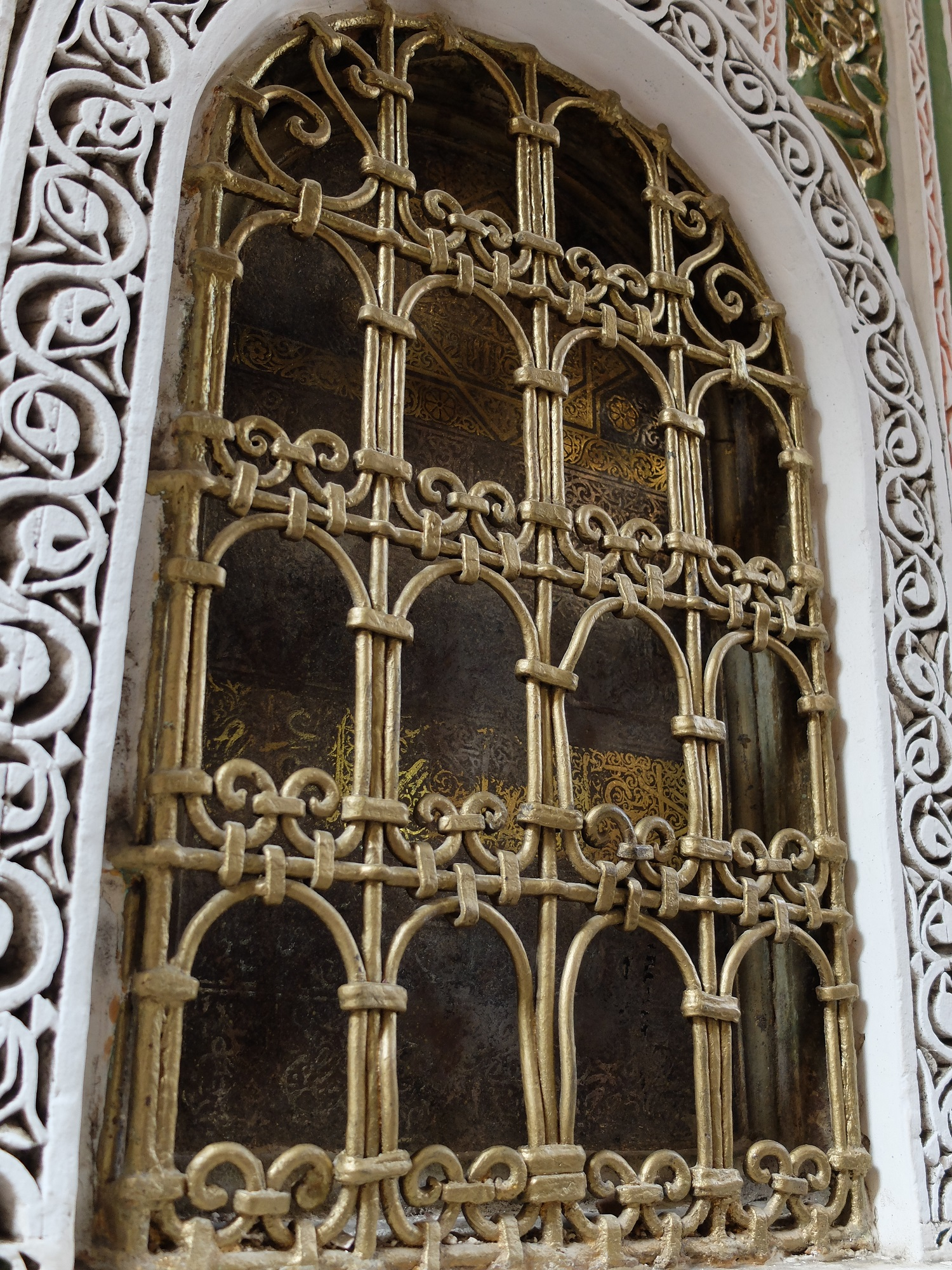
النافذة المشوية للقبر.
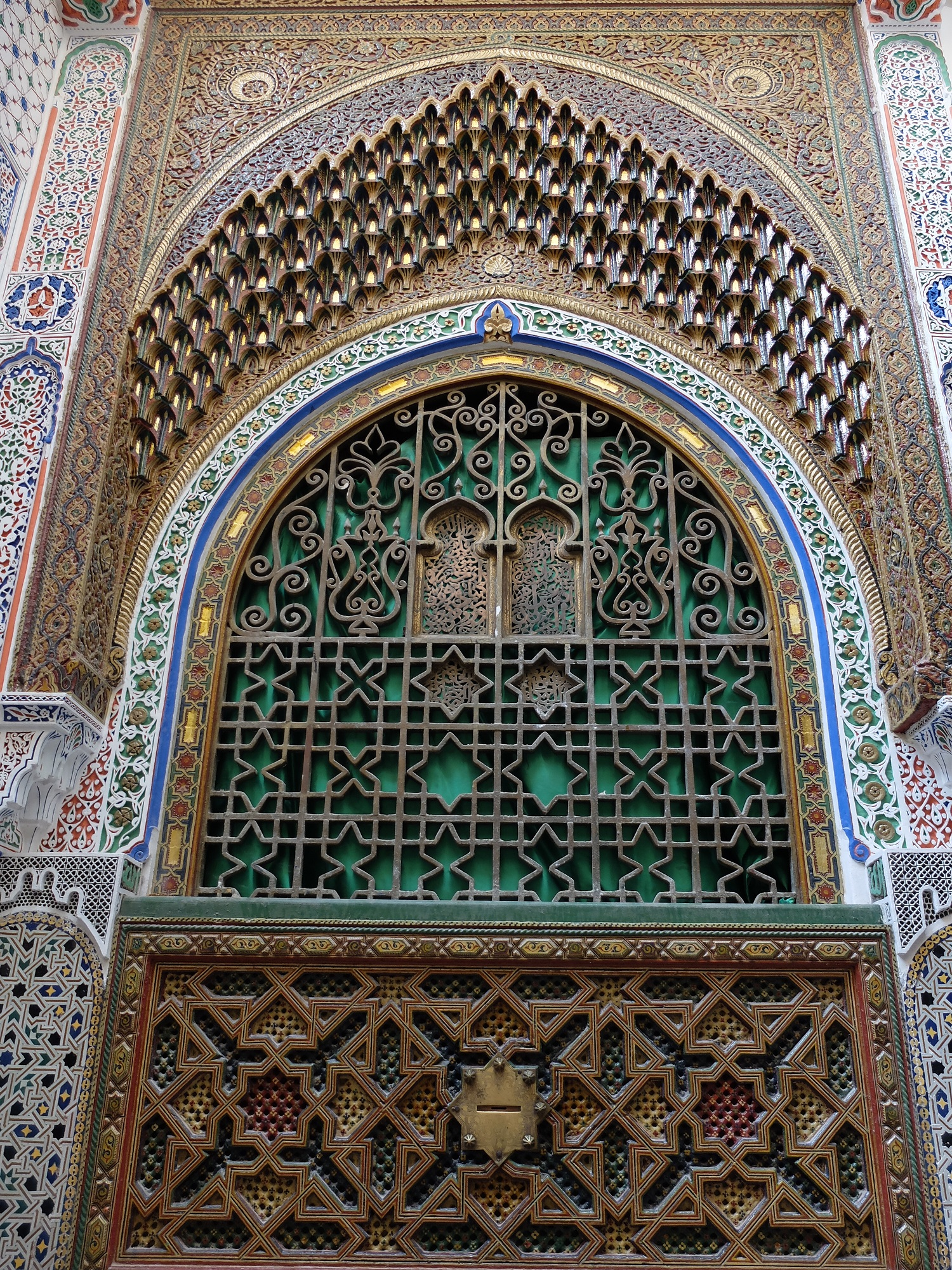
زخرفة على الجدار الجنوبي الخارجي للضريح، وفتحة (أسفل) لإعطاء الصدقات.
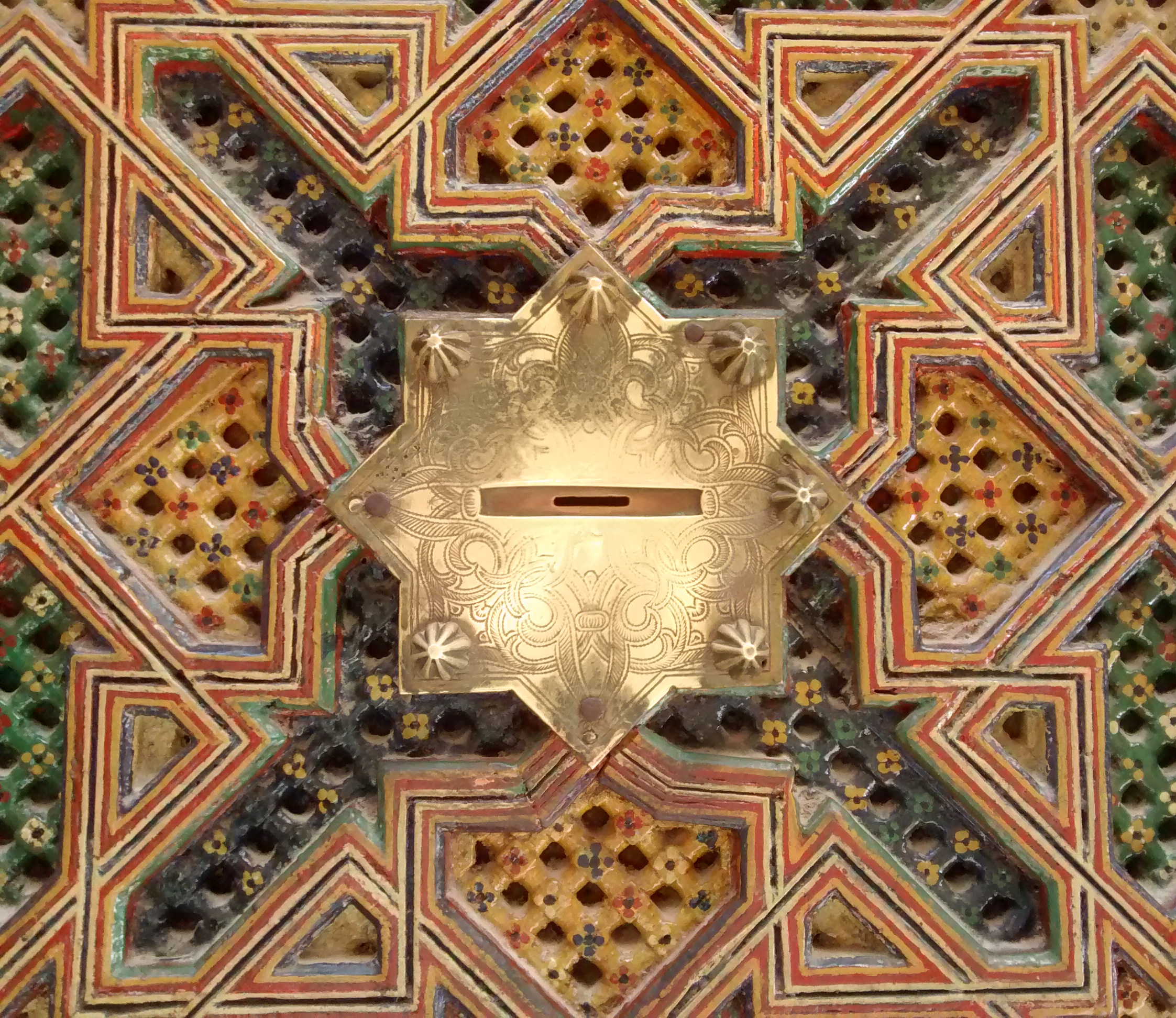
فتحة إعطاء الصدقات.

## الشعائر والممارسات الدينية
يجتذب ضريح مولاي إدريس الثاني الزوار والحجاج المغاربة من جميع أنحاء البلاد لما له من أهمية دينية وتاريخية، ولا يزال الكثيرون يأتون للبحث عن البركة، من خلال لمس القبر. لعبت الزاوية منذ قرون دورًا في الاحتفال السنوي بذكرى مولود الرسول ﷺ، ولا سيما كنقطة انطلاق لمسيرة نقابات الحرفيين في المدينة، والتي لا تزال تحدث حتى اليوم.

## روابط خارجية
- ضريح مولاي إدريس في اكتشف الفن الإسلامي (متحف افتراضي). يتضمن صورا وخريطة أرضية للزاوية.